# نبت نهت
نبت نهت، هي ملكة مصرية قديمة غير حاكمة أو زوجة ملك عاشت خلال منتصف الأسرة الثامنة عشرة. وقد كانت الزوجة الملكية العظمى لملك مجهول الهوية. واسمها معروف فقط من جزء من آنية كانوبية من المرمر وجدت في وادي الملكات. وكانت هذه القطعة جزءاً من الكشف المشار إليه باسم «مقبرة الأميرات».
وحقيقة أنها حصلت على لقب زوجة الملكة العظمى تشي بأنها يمكن أن تكون قريبة نسبياً من الملك أمنحتب الثالث ربما ابنة له أو قريبة من صلة ما به.